# El-Malik ed-Zahir Ghazi
Pour les articles homonymes, voir Az-Zahir.
Al-Malik az-Zahir al-Ghazi ou Malik al-Zahir (vers 1171 ; mort en 1216) est le troisième fils de Saladin et un émir d’Alep de 1186 à 1216. Il a su se tenir à l’écart des luttes de succession entre ses deux frères `Imad ad-Dîn `Uthmân et Al-Afdhal, respectivement sultan d’Égypte et de Damas, ce qui lui a valu de conserver son émirat et de le transmettre à sa descendance, tandis que ses frères étaient éliminés par leur oncle Al-Adel.

## Biographie
Vers 1186, son père retire Alep à son frère Al-Adel et nomme son troisième fils El-Zahir Ghazi comme gouverneur d’Alep. Comme l’enfant n’a alors que quinze ans, il est probable que cette nomination soit une ébauche de règlement de succession et que des conseillers soient nommés pour épauler le jeune prince. En même temps, ses aînés Al-Aziz et Al-Afdhal étaient nommés pour diriger respectivement l’Égypte et Damas.

Saladin meurt pendant la nuit du 3 au 4 mars 1193 et le partage s’effectue conformément à ses volontés de 1186. Mais des émirs soumis par Saladin se révoltent et reprennent leur indépendance, comme les Zengides de Mossoul et de Sinjar, ainsi que les Ortoqides de la Djézirat. Puis ses deux frères aînés Al-Aziz et Al-Afdhal se font la guerre, chacun cherchant à annexer la principauté de l’autre. Leur oncle Al-Adel, en profite pour exprimer ses ambitions et s’alliant avec Al-Aziz, défait Al-Afdhal en juin 1196, et s’empare de Damas le 3 juillet 1196.
Malik ed-Zahir, d’Alep, avait observé les luttes sans intervenir, occupé à surveiller les mouvements des Francs de la principauté d'Antioche. En octobre 1197, Amaury II de Lusignan roi de Jérusalem et de Chypre reprend Beyrouth et le prince Bohémond III d'Antioche envisage de suivre son exemple et de reprendre Lattaquié et Jabala. Averti, Malik ed-Zahir ordonne la destruction des deux ports. Bohémond III occupe les deux sites mais ne peut pas en tirer avantage et Malik ed-Zahir fait reconstruire une forteresse à Lattaquié après son départ.
Malik Al-Aziz meurt le 29 novembre 1198, laissant pour successeur un fils de 10 ans, Malik al-Mansour. Son oncle Al-Afdhal se précipite alors en Égypte pour s’emparer de la régence et du pouvoir. Comme Al-Adel représente une menace, Al-Afdhal négocie une alliance avec son frère Malik al-Zahir et les deux frères commencent à assiéger leur oncle à Damas à partir du 14 juin 1199.  Le siège dure six mois au cours desquels Al-Adel, fort de son prestige, parvient à circonvenir des émirs vassaux de ses assiégeants et réussit également à susciter la méfiance entre les deux frères. Ces derniers finissent par abandonner le siège en décembre 1199. Al-Adel contre-attaque en envahissant l’Égypte et en se faisant reconnaître suzerain de ce pays. Ses deux neveux forment une nouvelle coalition au cours de l’année 1201 mais Al-Adel parvient de nouveaux à brouiller les deux frères qui doivent une fois de plus renoncer à assiéger Damas. Al-Zahir rentre à Alep, tandis qu’Al-Adel s’empare de l’Égypte et ne laisse en fief à Al-Afdhal que Maiyâfâriqin et Samosate. Al-Zahir ne conserve son fief qu’en se reconnaissant le vassal d’Al-Adel.
En 1202, une quatrième croisade est prêchée, mais elle est détournée vers Constantinople. Quelques croisés avaient refusé de partir avec les Vénitiens et se rendent directement vers la Palestine, comme le seigneur Renard II de Dampierre-en-Astenois à la tête de trois cents chevaliers. À peine débarqué à Saint-Jean-d’Acre, il se met en tête de combattre immédiatement les Musulmans, mais le roi Amaury II le lui interdit, annonçant qu’une telle entreprise n’est que pure folie. Irrité, Renard décide d’offrir ses services au prince d’Antioche. Pour se rendre à Antioche il doit traverser des terres contrôlées par Malik al-Zahir, mais néglige de lui demander la permission de traverser ces terres. Correctement accueillis par l’émir de Jabala, ils traversent son émirat sans encombre, mais dès qu’il entrent dans l’émirat de Lattaquié, ils sont pris dans une embuscade et tous massacrés.
Le prince Bohémond III d’Antioche était mort en 1201, laissant la succession disputée entre Raymond Roupen, fils de son fils aîné Raymond IV déjà décédé, et son fils cadet Bohémond IV. Soutenu par son oncle Léon II, roi d’Arménie, Raymond Roupen avait réussi à écarter Bohémond, mais ce dernier fait appel à Al-Zahir dont la venue oblige Léon II à quitter la principauté d’Antioche et Raymond Roupen à s’enfuir.
En 1205, les Francs de Tripoli et d’Antioche tentent de reprendre Jabala et Lattaquié. Convaincu qu’il ne peut défendre de manière durable la ville de Lattaquié, Malik al-Zahir décide de faire détruire définitivement la ville.
En 1206, Léon II, roi  d’Arménie, envoie ses troupes dans la région d’Alep et remporte la bataille d’Amq sur les troupes alépines, mais Al-Zahir fait immédiatement renforcer les garnisons de la région, ce qui empêche Léon II d’exploiter les fruits de sa victoire.
En 1207, les Francs attaquent et assiègent Homs et son émir, un ayyoubide du nom de Mujadid Shirkuh II, fait appel à Al-Zahir, qui envoie une armée obligeant les Francs à lever le siège.
En 1213, les Ismaéliens assassinent Raymond, fils de Bohémond IV. En représailles, ce dernier assiège la citadelle de Kawabi. Les Ismaéliens font alors appel à Al-Zahir qui envoie des renforts pour la garnison et tente une diversion sur Lattaquié. Ce second détachement est capturé par les chevaliers d’Antioche, mais Bohémond IV, désireux d’éviter  une guerre, finit par relâcher ses prisonniers.
Il meurt le 11 novembre 1216. Alep est la seule des possessions de Saladin qui soit restée en possession de ses descendants directs.

## Postérité
Selon René Grousset, il épouse Dhaîfa Khâtûn, fille de son oncle Al-Adel, qui serait la mère de Malek el-Aziz, lequel épousa Fatima, fille d'Al-Kamil. Mais la Fondation for Medieval Genealogy est d'un autre avis et affirme que Dhaîfa Khâtûn a épousé Malek el-Aziz.
Malik el-Zahir laisse comme enfants :
- El-Malik es-Saleh Salah ed-Din Ahmed Ibn Ghazi (1203 † ??)
- Al-Malik Al-Aziz Mohammed (v. 1213 † novembre 1236), émir d’Alep.

On peut se poser la question de savoir pourquoi c'est le plus jeune fils qui succède à son père et non l'aîné. Une première piste consiste à considérer que l'eunuque et atabeg Toghril ait choisi le plus jeune, lui permettant ainsi de conserver le pouvoir durant une longue régence. Considérant que l'affirmation de Grousset concernant l'épouse est vraie, et considérant également que Grousset sous-entend que le fils aîné n'est pas né de  Dhaîfa Khâtûn, on peut aussi penser que Al-Adel soit intervenu en faveur de son petit-fils en écartant le fils aîné d'Al-Azir.

### Sources
- René Grousset, Histoire des croisades et du royaume franc de Jérusalem, Paris, Perrin, 1936 (réimpr. 1999)
  - II. 1131-1187 L'équilibre, 1935  (ISBN 2-262-02568-1)
  - III. 1188-1291 L'anarchie franque, 1936  (ISBN 2-262-02569-X)
- Amin Maalouf, Les Croisades vues par les Arabes, J’ai lu, 1983 (ISBN 978-2-290-11916-7)